# Ásványi sav
Az ásványi savak szervetlen vegyületből származtatható savak egyértelműen nem definiált csoportja. Eredetileg mindazon savakra használták, melyek sói ásványként előfordultak, bár egyes források csak a kénsavat, sósavat és salétromsavat sorolják ide. Az ásványi savak vízben oldva hidrogénionra és savmaradékionra (konjugált bázis) disszociálnak.

## Tulajdonságaik
A leggyakoribb ásványi savak a kénsav, sósav és salétromsav. A tágabb értelemben vett csoportban a savi erősségük széles skálán változik: a nagyon erőstől (például kénsav) a nagyon gyengéig (bórsav) terjed. Vízben általában jól, szerves oldószerekben nem oldódnak.
A vegyipar számos ágában alkalmazzák őket, szerves és szervetlen vegyületek szintézisének nyersanyagai. Nagy mennyiségben gyártják őket kereskedelmi felhasználásra, különösen a kénsavat, salétromsavat és sósavat.
Maró hatásuk révén közvetlenül is hasznosítják őket, például a sósav híg oldatával távolítják el a kazánokban lerakódó vízkövet (kazánkövet) – megfelelő óvintézkedések mellett, hogy maga a kazán ne károsodjon a sav hatására.

## Példák
- sósav HCl
- kénsav H2SO4
- salétromsav HNO3
- foszforsav H3PO4
- perklórsav HClO4

## Fordítás
Ez a szócikk részben vagy egészben  a   Mineral acids című angol Wikipédia-szócikk ezen változatának fordításán alapul.  Az eredeti cikk szerkesztőit annak laptörténete sorolja fel. Ez a jelzés csupán a megfogalmazás eredetét és a szerzői jogokat jelzi, nem szolgál a cikkben szereplő információk forrásmegjelöléseként.